# Colin Firth
Colin Andrew Firth CBE (Grayshott, Hampshire, 10 de setembro de 1960) é um ator britânico.
Colin ganhou fama na série de televisão Pride and Prejudice (Orgulho e Preconceito), no papel de Mr. Darcy, em 1995. No cinema tornou-se conhecido no filme Bridget Jones's Diary (br: O Diário de Bridget Jones), de 2001, contracenando com Renée Zellweger e Hugh Grant, em 2008 participou da adaptação para o cinema do musical Mamma Mia!, sucesso de bilheteria. Em 2010, obteve sua primeira indicação ao Oscar na categoria de melhor ator pelo filme A Single Man, em que atuou ao lado de Julianne Moore. Em 2011, recebeu o Oscar de melhor ator pelo filme O Discurso do Rei.

## Primeiros anos
Colin Firth nasceu na aldeia de Grayshott, Hampshire, filho de Shirley Jean e de David Norman Lewis Firth. Os seus pais eram académicos e professores. A sua mãe era professora de Religião Comparada na King's Alfred College (atualmente a Universidade de Winchester) e o seu pai era professor de História na mesma universidade e oficial de educação do governo da Nigéria. Colin é o mais velho de três filhos: a sua irmã Katie é atriz e técnica de voz e o seu irmão Jonathan também é ator. Os seus avós maternos eram ministros congregacionais e o seu avô paterno era um padre anglicano. Eles faziam trabalho missionário no estrangeiro e ambos os seus pais nasceram e passaram parte da infância na Índia.
Em criança, Colin viajava frequentemente devido ao trabalho dos pais e passou alguns anos na Nigéria. Ele também viveu em St. Louis no Missouri quando tinha 11 anos, uma experiência que descreveu como "difícil". Depois de regressar a Inglaterra, ingressou na  Montgomery of Alamein Secondary School, que na altura era uma escola pública em Winchester. Nesta altura ainda se sentia excluído e foi alvo de bullying. Para se tentar integrar, Colin adotou um sotaque local e imitou a falta de interesse no trabalho escolar dos seus colegas.
Colin começou a frequentar cursos de teatro aos 10 anos e, aos 14, decidiu que queria ser ator. Nesta altura, ele não tinha aproveitamento escolar e disse mais tarde: "Não gostava da escola. Achava que era só aborrecida e medíocre e nada do que me ensinavam parecia ter qualquer interesse." Porém, quando ingressou noutra escola secundária ganhou uma paixão por literatura inglesa graças a uma professora, Penny Edwards e disse que os dois anos que lá passou foram dos mais felizes da sua vida.
Depois de terminar o ensino secundário, Colin mudou-se para Londres e juntou-se ao National Youth Theatre, onde conseguiu fazer vários contactos e foi contratado pelo departamento de figurinos do National Theatre. Mais tarde, estudou teatro no Drama Centre.

## Carreira

### 1983–1995: Primeiros trabalhos e revelação
Quando interpretou Hamlet na peça de fim de ano do Drama Centre, Colin foi descoberto pelo dramaturgo Julian Mitchel, que o escolheu para o papel de Guy Bennet na peça Another Country, apresentada no West End em 1983. No ano seguinte, a peça foi adaptada ao cinema e Colin não interpretou a personagem que tinha encarnado no palco. Em vez disso, interpretou Tommy Judd, o amigo marxista da sua personagem. O papel que tinha interpretado no teatro, do ambicioso aluno homossexual de uma escola privada, Guy Bennet, foi para Rupert Everett. Este foi o início de uma zanga pública entre Colin e Rupert que acabou por ser resolvida. Em 1986, Colin trabalhou com Sir Laurence Olivier em Lost Empires, uma adaptação para a televisão do romance homónimo de J. B. Priestley.
Em 1987, Colin e outros atores britânicos em ascensão, como Tim Roth, Bruce Payne e Paul McGann foram apelidados de "Brit Pack". Nesse ano, ele contracenou com Kenneth Branagh na adaptação ao cinema do romance A Month in the Country de J. L. Carr. Sheila Johnson notou um tema no início da carreira de Colin: ele interpretou várias personagens traumatizadas pela guerra. Em 1988, ele interpretou o papel do soldado britânico Robert Lawrence MC no telefilme da BBC, Tumbledown. O telefilme, baseado em factos reais, segue a história de um soldado que ficou gravemente ferido na Guerra das Malvinas e que se tenta ajustar à sua nova vida com uma deficiência enquanto enfrenta a indiferença do Estado e do público. O filme foi polémico na altura e criticado por forças políticas de esquerda e de direita. Apesar disso, o desempenho de Colin valeu-lhe o prémio de Melhor Ator da Royal TV Society e uma nomeação para na mesma categoria nos BAFTA Television Awards. No ano seguinte, o ator protagonizou a versão de Miloš Forman de Valmont, baseado em Les Liaisons dangereuses. Esta versão foi lançada apenas um ano depois do filme Dangerous Liasons e não teve tanto impacto. Nesse ano, Colin interpretou ainda um homem paranoico e com ansiedade social no thriller psicológico argentino Apartment Zero.
Depois de vários anos com papéis secundários ou principais em filmes e produções para a televisão pouco conhecidos, Colin teve finalmente o seu papel revelação em 1995, quando interpretou o emblemático Mr. Darcy na série da BBC, Pride and Prejudice. Colin foi a primeira escolha da produtora Sue Birtwistle para o papel e ele acabou por aceitá-lo apesar de não estar familiarizado com a obra de Jane Austen e de não ter grande interesse pela personagem. Colin e a atriz principal da série, Jennifer Ehle iniciaram uma relação durante as filmagens que só atraiu a atenção da imprensa após a sua separação. Sheila Johnson escreveu que a abordagem de Colin ao papel: "deu a Darcy sombras de complexidade de frieza e até de indelicadeza nos primeiros episódios." A série foi um sucesso internacional e tornou Colin Firth famoso, em parte devido a uma cena que não se encontra no livro onde ele sai de um lago com a camisa molhada depois de ir nadar. Apesar de ele não se importar de ser conhecido como "um ídolo romântico como Darcy" num papel que "o transformou oficialmente num galã", Colin afirmou que não gostava de ser associado a Pride and Prejudice para sempre. Por isso, ele hesitou em aceitar papéis semelhantes nos anos seguintes.

### 1996–2008: Comédias românticas e papéis secundários

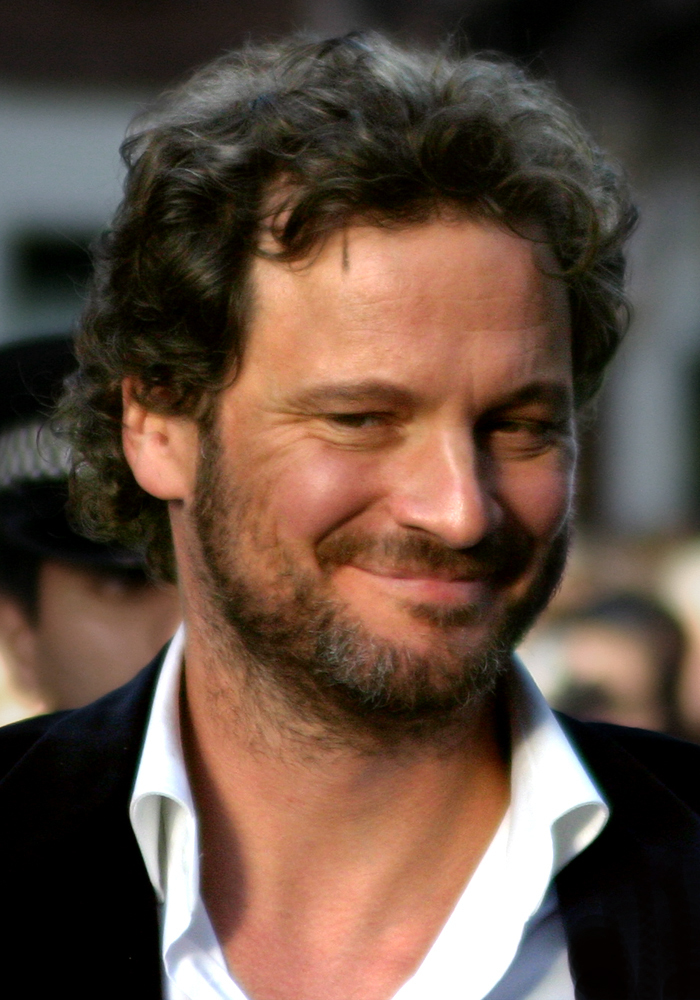
Colin Firth em 2005

Durante algum tempo, parecia mesmo que o papel de Mr. Darcy iria ofuscar o resto da carreira de Colin e há várias alusões cómicas a este papel nos filmes seguintes em que participou. A mais notável foi ele ter sido escolhido para interpretar o papel de Mark Darcy na adaptação ao cinema do romance O Diário de Bridget Jones que se trata de uma adaptação moderna de Pride and Prejudice. Colin aceitou o papel porque o viu como uma oportunidade para satirizar o seu Mr. Darcy. O filme, que conta ainda com Renée Zellweger e Hugh Grant, foi um grande sucesso de bilheteira e deu origem a duas sequelas onde Colin também participa: Bridget Jones: The Edge of Reason em 2004 e Bridget Jones's Baby em 2016. No entanto, nenhuma delas conseguiu igualar o sucesso do filme original.
Antes de protagonizar O Diário de Bridget Jones, Colin teve papéis secundários em alguns dos filmes mais elogiados da década de 1990. Em 1996, atuou no filme com várias indicações ao Óscar, The English Patient, ao lado de Kristin Scott Thomas e Ralph Fiennes. Dois anos depois, teve um papel secundário em Shakespeare in Love, o vencedor do Óscar de Melhor Filme em 1999.
Participou ainda em vários filmes e séries de época, incluindo Nostromo (1996), Donovan Quick (1999), Relative Values (2000), The Importance of Being Earnest (2002). Em 2001, participou no telefilme Conspiracy, transmitido pela HBO. O filme é uma dramatização da Conferência de Wannsee e usa a transcrição original da mesma como guião. O filme e o elenco foram bastante elogiados pela crítica e Colin foi nomeado para o Emmy de Melhor Ator Secundário numa Minissérie ou Filme pelo seu papel.
Em 2003, Firth participou do filme da Universal, Love Actually, escrito e dirigido por Richard Curtis. Ele atuou no filme juntamente com um extraordinário grupo de atores que incluíam Hugh Grant, Emma Thompson, Liam Neeson, Laura Linney e Keira Knightley. Na época desse lançamento, Love Actually quebrou o recorde de maior bilheteria de abertura de uma comédia romântica britânica em todos os tempos na Grã-Bretanha e na Irlanda, e foi a maior abertura da história da Working Title Films. Ainda nesse ano, interpretou o pai aristocrático da personagem de Amanda Bynes na comédia romântica What a Girl Wants. Apesar das críticas fracas, o filme teve algum sucesso na bilheteira.
Em 2004, Firth atuou no filme indicado ao Óscar, Girl With a Pearl Earring ao lado de Scarlett Johansson. Baseado no livro de Tracy Chevalier, Colin fez o papel do artista do século XVII, Johannes Vermeer. Girl With a Pearl Earring foi exibido no Telluride Film Festival, no Festival de Toronto, no Hollywood Film Festival, no London Film Festival e no Festival de San Sebastian. O filme ganhou o L'Hitchcock D'Or e o L'Hitchcock d'Argent no Dinard Festival of British Films. Firth foi indicado para um European Film Award por sua performance nesse filme.

Em 2005, Firth estrelou o filme Nanny McPhee, escrito e também estrelado por Emma Thompson. Ele também participou do controverso filme de Atom Egoyan, Where the Truth Lies ao lado de Kevin Bacon. O filme foi exibido em competição nos festivais de Cannes e Toronto, em 2005. Where the Truth  Lies marcou um regresso aos papéis mais sombrios do início da sua carreira e inclui uma cena com uma orgia bissexual.

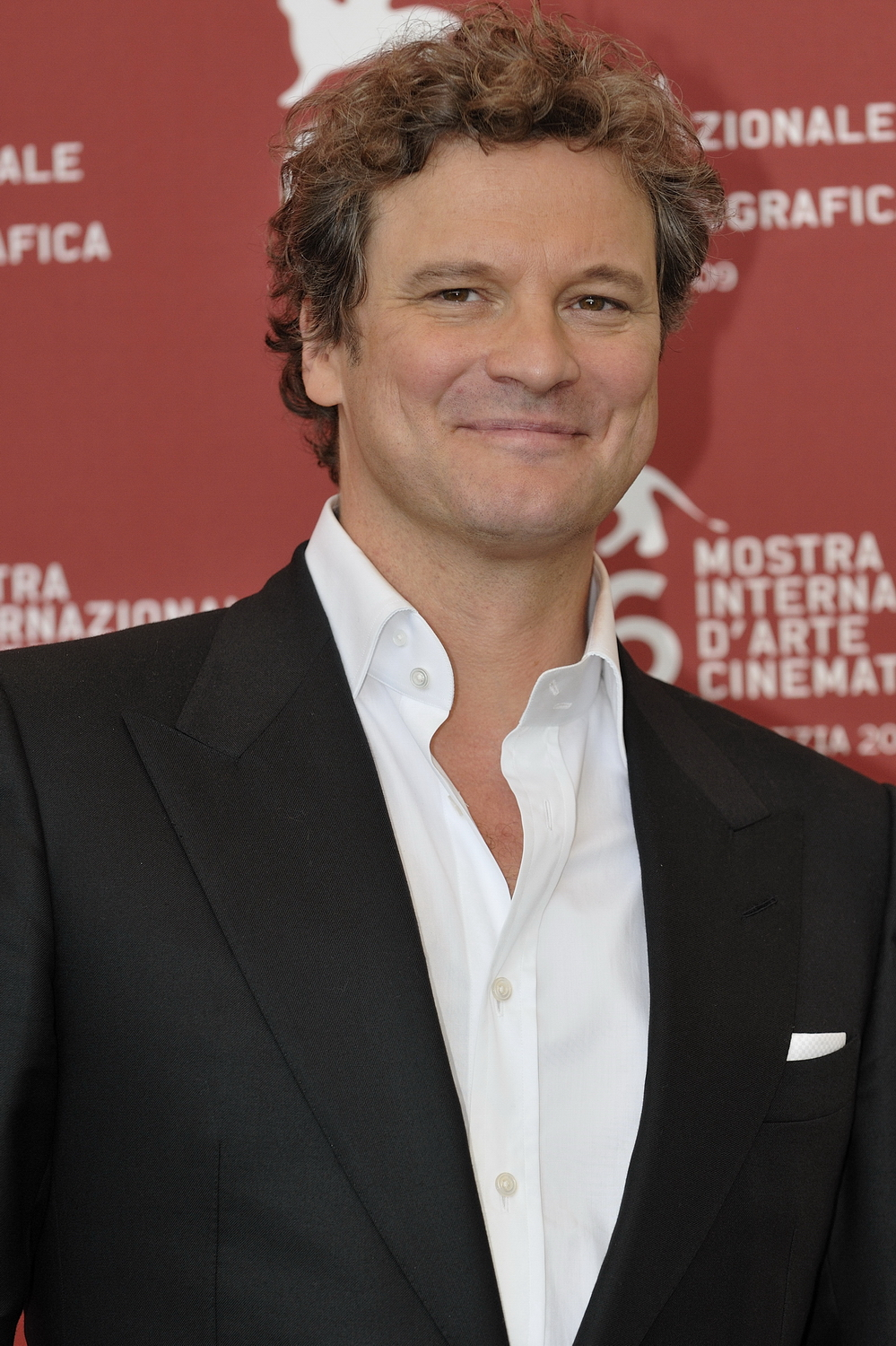
Colin Firth em 2009.

Em 2007, foi um dos protagonistas de Then She Found Me, uma comédia dramática sobre uma professora em uma crise da meia idade que volta a ter contato com sua mãe biológica enquanto faz malabarismos em um relacionamento com seu ex-marido, interpretado por Matthew Broderick, e um novo interesse, interpretado por Colin.
Em junho do mesmo ano, Colin protagonizou o filme da Sony Classics, And When Did You Last See Your Father. Colin e Jim Broadbent ilustram o complexo relacionamento entre pai e filho nesse filme, o qual é baseado no livro de memórias campeão de vendas de Blake Morrison.
No ano seguinte, Colin participou no seu primeiro musical com Mamma Mia!, uma adaptação cinematográfica do sucesso musical da Broadway com canções do grupo ABBA. O elenco inclui Meryl Streep, Pierce Brosnan, Stellan Skarsgård e Amanda Seyfried. Mamma Mia tornou-se no filme britânico mais lucrativo de sempre, com uma receita de mais de 600 milhões de dólares em todo o mundo.
Genova, dirigido por Michael Winterbottom, é mais um trabalho que conta com Colin no elenco. Aqui ele estrela ao lado de Catherine Keener, na história de mistério e terror sobre duas garotas americanas e seu pai britânico que se mudam para a Itália depois que sua mãe morre. Mudando de estilo, o ator aparece na comédia romântica The Accidental Husband, estrelada por Uma Thurman e dirigida por Griffin Dunne.
Colin terminou a produção do filme A Christmas Carol, de Robert Zemeckis, versão em animação 3-D do conto clássico de Charles Dickens, estrelado por Jim Carrey e Gary Oldman. O ator também encerrou a produção de Easy Virtue, baseado na peça de teatro de Noel Coward. Firth atua ao lado de Jessica Biel e Ben Barnes.

### 2009–2011: Sucesso junto da crítica

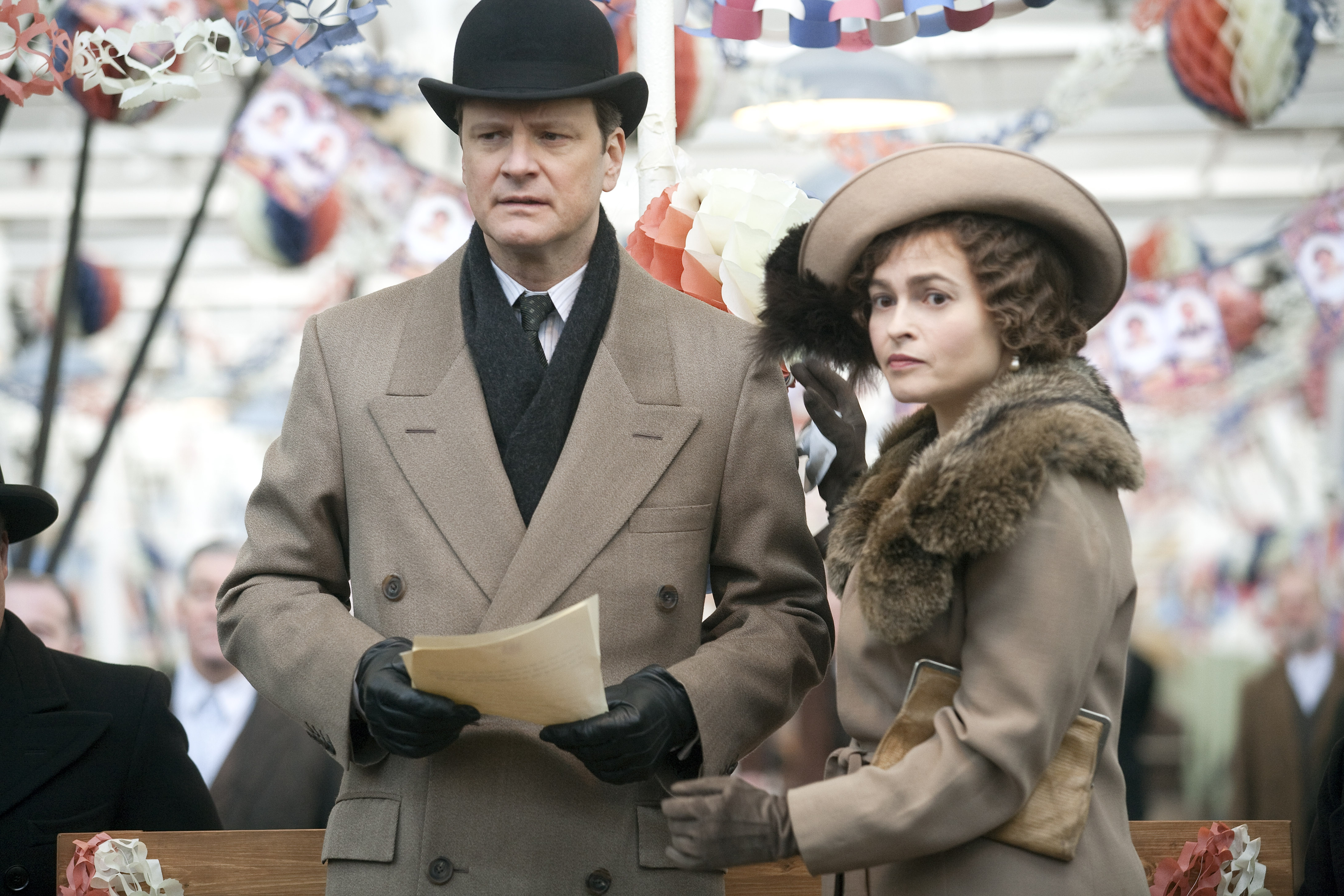
Colin Firth e Helena Bonham Carter no filme The King's Speech (2020)

No 66.º Festival Internacional de Cinema de Veneza, Colin venceu a Coppa Volpi de Melhor Ator pelo seu papel no filme A Single Man. No filme, que marcou a estreia do estilista Tom Ford como realizador, Colin interpreta o papel de um professor universitário que vive em solidão após a morte do seu companheiro de longa data. O desempenho de Colin e o filme foram bastante elogiados pela crítica e este papel valeu-lhe nomeações para os Óscares, Globos de Ouro e Screen Actors' Guild na categoria de Melhor Ator. Ele venceu o BAFTA nesta categoria por este filme.
Em 2010, Colin protagonizou o filme The King's Speech, no papel do rei Jorge VI. O filme retrata os seus esforços para ultrapassar a sua gaguez ao mesmo tempo que se torna rei do Reino Unido após a abdicação do irmão em 1936. No Festival de Cinema de Toronto, o filme recebeu uma ovação e foi bastante elogiado pela crítica, que também destacou o desempenho de Colin. No ano seguinte, o ator ganhou os principais prémios da indústria cinematográfica por este papel, incluindo o seu segundo prémio BAFTA consecutivo, o Globo de Ouro, o prémio da Screen Actors' Guild e o Óscar de Melhor Ator. The King's Speech também venceu o Óscar de Melhor Filme, tendo conseguido um total de quatro Óscares.[carece de fontes?] O filme também foi um sucesso de bilheteira, tendo rendido mais de 400 milhões de dólares.
Colin interpretou o agente secreto Bill Haydon na adaptação ao cinema de 2011 do livro de John le Carré, Tinker Tailor Soldier Spy. O filme foi realizado por Tomas Alfredson e conta com Gary Oldman, Benedict Cumberbatch, Tom Hardy, Mark Strong e John Hurt no elenco. As críticas ao filme forram excelentes, com o jornal The Independent a descrever o desempenho de Colin como "elegantemente arrogante". Deborah Young do The Hollywood Reporter considerou que Colin teve "os melhores diálogos" do filme e Leslie Felperin da Variety escreveu que todos os atores foram excelentes e que Colin estava "numa forma particularmente colérica e espirituosa".

### 2012–presente: ator consagrado

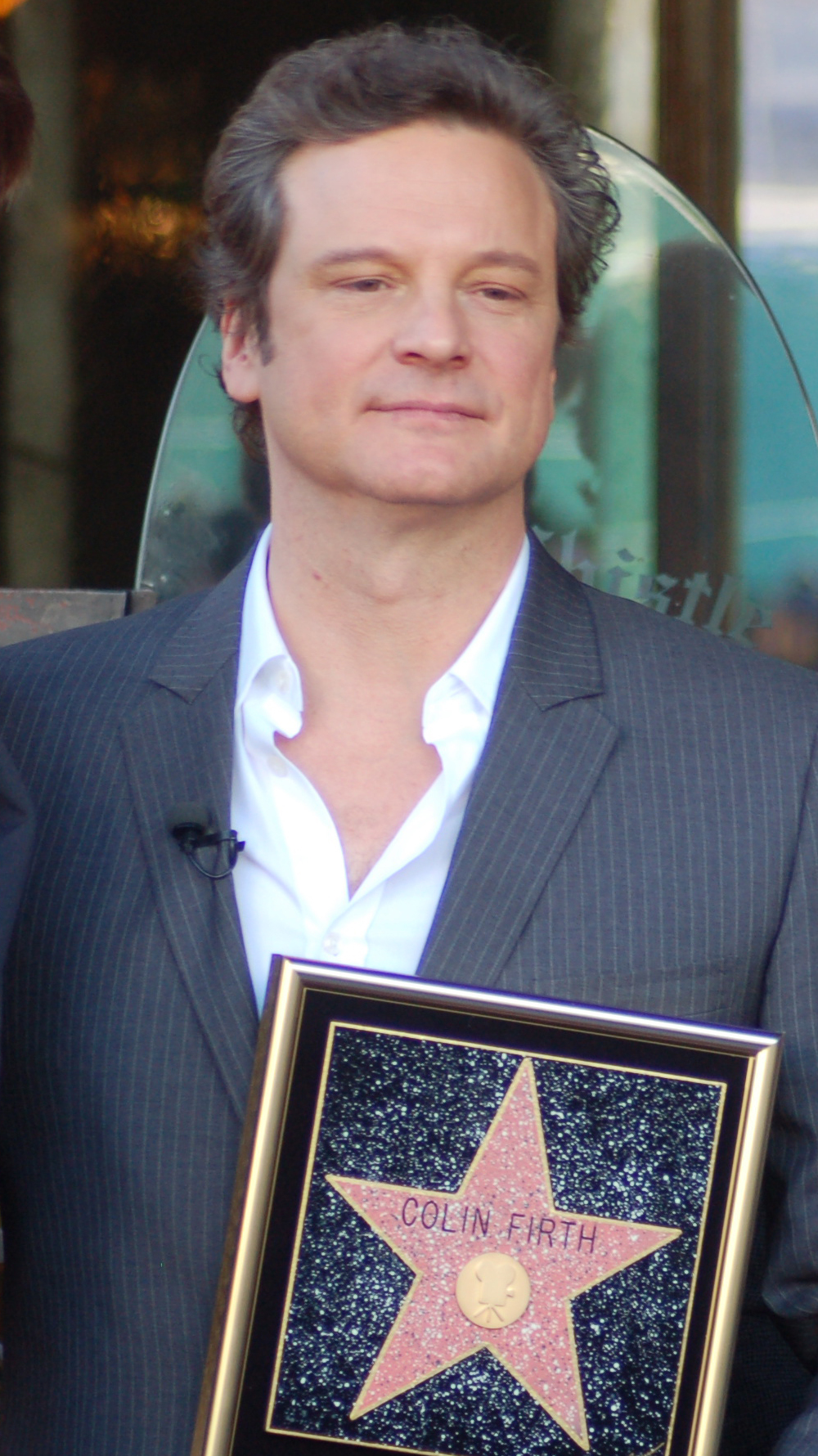
Colin Firth a receber a sua estrela no Passeio da Fama em Hollywood em 2011

Em maio de 2011, Colin começou a filmar Gambit, um remake de um filme de crime britânico dos anos 60. O filme foi lançado no Reino Unido em novembro de 2012 e foi um falhanço a nível financeiro e junto da crítica. Kim Newman da Empire escreveu: "Colin Firth começa o filme a prestar homenagem a Michael Caine, mas não demora muito a voltar ao seu modo de britânico reprimido". Ainda nesse ano, Colin fundou a companhia de produção Raindog Films com Ged Doherty. O primeiro filme da companhia, Eye in the Sky, que Colin co-produziu, foi lançado em abril de 2016.
Em maio de 2013, foi anunciado que Colin e Emma Stone seriam os protagonistas do filme Magic in the Moonlight de Woody Allen. O filme estreou em 2014 com críticas mistas e foi um falhanço nas bilheteiras. Porém, ainda em 2014, estreou o filme de ação Kingsman: The Secret Service, onde Colin interpreta o papel de Harry Hart. O filme foi um sucesso, tendo arrecadado 414 milhões de dólares nas bilheteiras e também foi elogiado pela crítica.
Nesta altura, Colin foi escolhido para dar a voz ao urso Paddington no filme Paddington. No entanto, ele anunciou que tinha desistido do projeto, dizendo: "Foi agridoce ver esta criatura encantadora ganhar forma e chegar à conclusão triste de que ele simplesmente não tem a minha voz."
Em junho de 2015, Colin começou a filmar a história do navegador amador Donald Crowhurst em The Mercy, onde contracenou com Rachel Weisz, David Thewlis e Jonathan Bailey. Em 2016, interpretou o editor americano Max Perkins em Genius, onde contracenou com Jude Law no papel de Thomas Wolfe. O filme baseia-se na biografia Max Perkins: Editor of Genius de A. Scott Berg. Ainda nesse ano, começaram as filmagens de The Happy Prince, que marcou a estreia como realizador de Rupert Everett. O filme é uma biografia de Oscar Wilde, que é interpretado por Rupert.
Em 2017, Colin voltou a interpretar o papel de Jamie de Love Actually na a curta-metragem Red Nose Day Actually. Nesse ano, Colin também regressou ao papel de Harry Hart em Kingsman: The Golden Circle. No ano seguinte, voltou a interpretar o papel de Harry Bright na sequela de Mamma Mia!: Mamma Mia! Here We Go Again. Também em 2018, interpretou o papel de William Weatherall Wilkins no filme musical e de fantasia Mary Poppins Returns, protagonizado por Emily Blunt. Interpretou ainda o oficial da marinha britânico David Russel em Kursk, um filme sobre a história verídica do desastre do submarino Kursk ocorrida em 2000. Em 2019, teve uma pequena participação no papel de General Erinmore no filme de guerra de Sam Mendes, 1917.
Em 2020, interpretou o papel de Archibald Craven numa nova adaptação ao cinema de The Secret Garden, que desta vez decorre em 1947. No ano seguinte, contracenou com Stanley Tucci no filme Supernova sobre um casal que viaja de caravana pela Inglaterra depois de ser diagnosticada demência a um deles. Em 2021, protagonizou a comédia romântica Mothering Sunday.
Em 2022, teve um pequeno papel em Empire of Light de Sam Mendes. Ainda nesse ano, Colin regressou à televisão com a minissérie The Staircase, transmitida pela HBO. O papel de Michael Peterson valeu-lhe uma nomeação para os prémios Emmy nesse ano. Ainda nesse ano, estreou Operation Mincemeat. O filme segue a história verídica de uma operação dos serviços secretos britânicos para enganar os nazis. O filme conta ainda com Matthew Macfadyen e Johnny Flynn no elenco.

## Vida pessoal

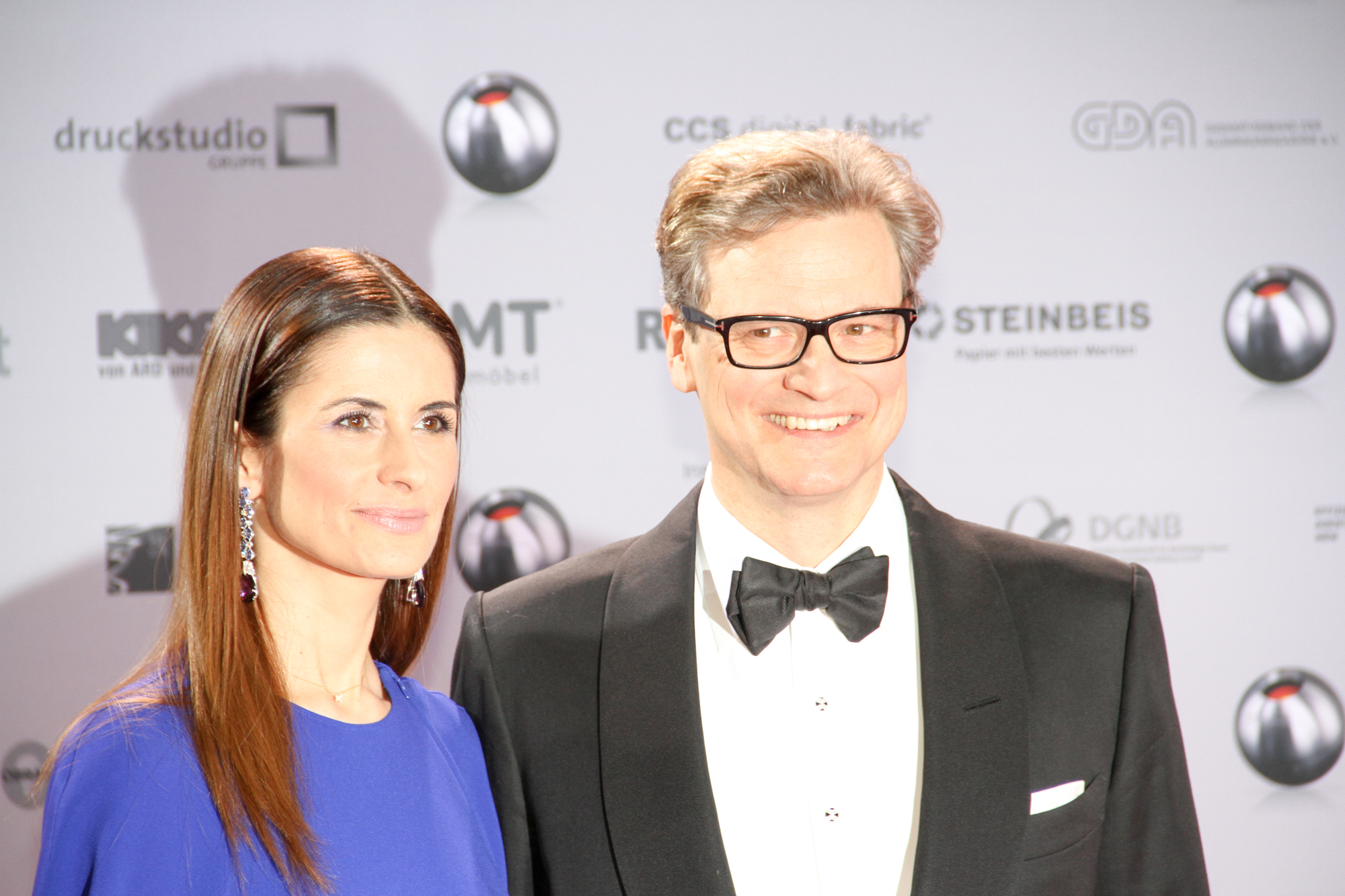
Colin Firth com a ex-mulher em 2014

Firth é um patrocinador ativo do Oxfam International, uma organização dedicada a lutar contra a pobreza e assuntos relacionados com injustiça pelo mundo. Ele é o co-diretor do Café Progreso da Oxfam, uma rede de cafeterias fundada com a intenção de criar uma justa chance de negócios para as cooperativas na Etiópia, Honduras e Indonésia. Em 2006, Firth foi votado "European Campaigner of the Year" pela União Europeia.
Em 1989, Colin iniciou uma relação com Meg Tilly, com quem trabalhou em Valmont. O seu filho, William Joseph Firth, nasceu em 1990. William também é ator e trabalhou com o pai no filme Bridget Jones's Baby em 2016. A família mudou-se para a Colúmbia Britânica no Canadá. Colin regressou ao Reino Unido após o fim da relação em 1994. Colin namorou com a sua colega de Pride and Prejudice, Jennifer Ehle.
Em 1997, Colin casou.se com a produtora italiana Livia Giuggioli. Eles têm dois filhos: Luca e Matteo. Colin fala italiano e a família dividia o seu tempo entre Wandsworth em Londres e Umbria na Itália. O casal anunciou a separação em 2019, após 22 anos de casamento. Eles já se tinham separado de forma privada vários anos antes, mas tinham-se reconciliado.
Colin foi um forte opositor do Brexit. Depois do referendo e da incerteza em relação aos direitos dos cidadãos que iriam sair da União Europeia, ele pediu nacionalidade italiana para ter os mesmos passaportes que a mulher e os filhos. O ministro do interior italiano, Marco Minniti, anunciou que o pedido de Colin tinha sido aprovado em 22 de setembro de 2017. Colin disse: "Serei sempre extremamente britânico (só têm de olhar para mim ou ouvir-me a falar)."
Em 2011, depois de vencer o Óscar de Melhor Ator por ter interpretado o rei Jorge VI em The King's Speech, Colin deu a entender que é republicano (antimonarquia). Numa entrevista a Piers Morgan na CNN, disse que votar era uma das coisas que mais gostava de fazer e que as instituições não-eleitas eram um problema para ele.

## Filmografia

### Cinema
| Ano  | Título                                       | Papel                                 | Título em português e notas |
| ---- | -------------------------------------------- | ------------------------------------- | --- |
| 1984 | Another Country                              | Tommy Judd                            | br: Memórias de um Espião pt: História de uma Traição |
| 1985 | 1919                                         | Jovem Alexander Scherbatov            | |
| 1987 | A Month in the Country                       | Tom Birkin                            | br: Um Mês no Campo pt: Longe da Guerra |
| 1989 | Apartment Zero                               | Adrian LeDuc                          | br: Apartamento Zero |
| 1989 | Valmont                                      | Valmont                               | br: Valmont - Uma História de Seduções pt: Valmont |
| 1991 | Femme Fatale                                 | Joseph Prince                         | |
| 1991 | Wings of Fame                                | Brian Smith                           | |
| 1993 | The Hour of the Pig                          | Richard Courtois                      | br: Entre a Luz E as Trevas pt: A Hora do Porco |
| 1994 | Playmaker                                    | Michael Condron / Ross Talbert        | br: Um Jogo de Sedução pt: Trama Indecente |
| 1995 | Circle of Friends                            | Simon Westward                        | br: Três Amigas e uma Traição pt: Círculo de Amigos |
| 1996 | The English Patient                          | Geoffrey Clifton                      | br/pt: O Paciente Inglês Nomeação - Prémio Screen Actors Guild para melhor elenco em cinema |
| 1997 | A Thousand Acres                             | Jess Clark                            | br: Terras Perdidas pt: Amigas e Rivais |
| 1997 | Fever Pitch                                  | Paul Ashworth                         | br: Febre de Bola |
| 1998 | Shakespeare in Love                          | Lord Wessex                           | br: Shakespeare Apaixonado pt: A Paixão de Shakespeare Prémio Screen Actors Guild para melhor elenco em cinema |
| 1999 | My Life So Far                               | Edward Pettigrew                      | br: Tempo de Inocência |
| 1999 | The Secret Laughter of Women                 | Matthew Field                         | |
| 2000 | Relative Values                              | Peter Ingleton                        | br: Fofocas de Hollywood |
| 2001 | Bridget Jones's Diary                        | Mark Darcy                            | br/pt: O Diário de Bridget Jones Nomeação - BAFTA de melhor ator coadjuvante em cinema |
| 2002 | The Importance of Being Earnest              | Jack Worthing                         | br: Armadilhas do Coração pt: A Importância de Ser Ernesto |
| 2003 | Girl with a Pearl Earring                    | Johannes Vermeer                      | br: Moça com Brinco de Pérola pt: Rapariga com Brinco de Pérola |
| 2003 | Hope Springs                                 | Colin Ware                            | br: Um Lugar para Sonhar pt: Hope Springs - Terapia de Amor |
| 2003 | Love Actually                                | Jamie Bennett                         | br: Simplesmente Amor pt: O Amor Acontece |
| 2003 | What a Girl Wants                            | Henry Dashwood                        | br: Tudo Que Uma Garota Quer pt: O Que uma Rapariga Quer |
| 2004 | Bridget Jones: The Edge of Reason            | Mark Darcy                            | br: Bridget Jones, no Limite da Razão pt: O Novo Diário de Bridget Jones |
| 2004 | Trauma                                       | Ben Slater                            | |
| 2005 | Nanny McPhee                                 | Cedric Brown                          | br: Nanny McPhee, a Babá Encantada pt: Nanny McPhee - A Ama Mágica |
| 2005 | Where the Truth Lies                         | Vince Collins                         | br: Verdade Nua pt: Onde Está a Verdade? |
| 2007 | The Last Legion                              | Aurelius Antonius                     | br/pt: A Última Legião |
| 2007 | And When Did You Last See Your Father?       | Blake Morrison                        | br: Quando Você Viu seu Pai pela Última Vez? pt: Quando Viste o Teu Pai Pela Última Vez? |
| 2007 | Then She Found Me                            | Frank                                 | br: Quando Me Apaixono pt: Até que Me Encontrou |
| 2007 | St Trinian's                                 | Geoffrey Thwaites                     | br: Escola para Garotas Bonitas e Piradas pt: Giras e Passadas |
| 2007 | In Prison My Whole Life                      | Ele próprio                           | Produtor |
| 2008 | The Accidental Husband                       | Richard Bratton                       | br: Marido por Acaso pt: Marido por Acidente |
| 2008 | Mamma Mia!                                   | Harry Bright                          | br: Mamma Mia! O Filme pt: Mamma Mia! |
| 2008 | Easy Virtue                                  | Jim Whittaker                         | br: Bons Costumes pt: Virtude Fácil |
| 2008 | Genova                                       | Joe                                   | br: Gênova pt: Génova |
| 2009 | A Christmas Carol                            | Fred                                  | br: Os Fantasmas de Scrooge pt: Um Conto de Natal |
| 2009 | Dorian Gray                                  | Lord Henry Wotton                     | br: O Retrato de Dorian Gray pt: Dorian Gray |
| 2009 | A Single Man                                 | George Falconer                       | br: Direito de Amar pt: Um Homem Singular Coppa Volti de Melhor Ator no Festival de Cinema de Veneza BAFTA de melhor ator em cinema Nomeação - Óscar de Melhor Ator Nomeação - Globo de Ouro de Melhor Ator em Filme Dramático Nomeação - Prémio Screen Actors Guild para Melhor ator em cinema Nomeação - Prémio Critics Choice de melhor ator em cinema |
| 2009 | St Trinian's 2: The Legend of Fritton's Gold | Geoffrey Thwaites                     | br: Escola para Garotas Bonitas e Piradas 2 pt: Giras e Passadas 2 - A Lenda do Tesouro de Fritton |
| 2010 | The King's Speech                            | Rei Jorge VI                          | br/pt: O Discurso do Rei Óscar de Melhor Ator BAFTA de melhor ator em cinema Globo de Ouro de Melhor Ator em Filme Dramático Prémio Screen Actors Guild para Melhor ator em cinema Prémio do Cinema Europeu de melhor ator |
| 2010 | Main Street                                  | Gus LeRoy                             | br: Bom Demais Pra Ser Verdade |
| 2010 | Steve                                        | Steve                                 | Curta-metragem |
| 2011 | Tinker Tailor Soldier Spy                    | Bill Haydon                           | br: O Espião Que Sabia Demais pt: A Toupeira |
| 2012 | Stars in Shorts                              | Steve                                 | Segmento: Steve |
| 2012 | Gambit                                       | Harry Deane                           | br: Um Golpe Perfeito pt: Ladrões com Estilo |
| 2013 | Arthur Newman                                | Arthur Newman / Wallace Avery         | br: Meus Dias Incríveis pt: As Vidas de Arthur |
| 2014 | The Railway Man                              | Eric Lomax                            | br: Uma Longa Viagem pt: The Railway Man - Uma Longa Viagem |
| 2014 | Devil's Knot                                 | Ron Lax                               | br: Sem Evidências pt: Devil's Knot - Os Condenados |
| 2014 | Magic in the Moonlight                       | Stanley / Wei Ling Soo                | br/pt: Magia ao Luar |
| 2014 | Before I Go to Sleep                         | Ben Lucas                             | br: Antes de Dormir pt: Antes de Adormecer |
| 2015 | Kingsman: The Secret Service                 | Harry Hart / Galahad                  | br: Kingsman: Serviço Secreto pt: Kingsman: Serviços Secretos |
| 2015 | Eye in the Sky                               | —                                     | br: Decisão de Risco pt: Operação Eye in the Sky Produtor |
| 2016 | Genius                                       | Maxwell Perkins                       | br: O Mestre dos Gênios pt: Um Editor de Génios |
| 2016 | Loving                                       | —                                     | br: Loving: Uma História de Amor pt: Uma História de Amor Produtor |
| 2016 | Bridget Jones's Baby                         | Mark Darcy                            | br: O Bebê de Bridget Jones pt: O Bebé de Bridget Jones |
| 2017 | Kingsman: The Golden Circle                  | Harry Hart / Galahad                  | br/pt: Kingsman: O Círculo Dourado |
| 2018 | The Happy Prince                             | Reggie Turner                         | br: O príncipe feliz |
| 2018 | The Mercy                                    | Donald Crowhurst                      | br: Somente o Mar Sabe pt: Com_Paixão |
| 2018 | Mamma Mia! Here We Go Again                  | Harry Bright                          | br: Mamma Mia! Lá Vamos Nós de Novo pt: Mamma Mia! Here We Go Again |
| 2018 | Kursk                                        | David Russell                         | br: Kursk - A Última Missão pt: Kursk |
| 2018 | Mary Poppins Returns                         | William Weatherall Wilkins Wolf (voz) | br: O Retorno de Mary Poppins pt: O Regresso do Mary Poppins |
| 2019 | Greed                                        | Ele próprio                           | |
| 2019 | 1917                                         | General Erinmore                      | br/pt: 1917 |
| 2020 | The Secret Garden                            | Lord Archibald Craven                 | br/pt: O Jardim Secreto |
| 2020 | Supernova                                    | Sam                                   | br: Memórias de Um Amor pt: Supernova |
| 2021 | Mothering Sunday                             | Mr. Godfrey Niven                     | br/pt: O Domingo das Mães |
| 2021 | Operation Mincemeat                          | Ewen Montagu                          | br: O Soldado Que Não Existiu pt: Operação Secreta |
| 2022 | Empire of Light                              | Donald Ellis                          | br/pt: Império da Luz |
| 2023 | Rye Lane                                     | Burrito Maker                         | br: Rye Lane: Um Amor Inesperado Participação especial |
| 2025 | Bridget Jones: Mad About the Boy             | Mark Darcy                            | br: Bridget Jones: Louca pelo Garoto pt: Bridget Jones: Louca Por Ele Participação especial |

### Televisão
| Ano  | Título                        | Papel                      | Notas                                                                                    |
| ---- | ----------------------------- | -------------------------- | ---------------------------------------------------------------------------------------- |
| 1984 | Crown Court                   | PC Franklin                | Episódio: "Citizens: Part 1"                                                             |
| 1984 | Camille                       | Armand Duval               | Telefilme                                                                                |
| 1985 | Dutch Girls                   | Neil Truelove              | Telefilme                                                                                |
| 1986 | Lost Empires                  | Richard Herncastle         | Minissérie                                                                               |
| 1987 | Pat Hobby: Teamed with Genius | Rene Wilcox                | Curta-metragem                                                                           |
| 1987 | The Secret Garden             | Adult Colin Craven         | Hallmark Hall of Fame                                                                    |
| 1988 | Tumbledown                    | Robert Lawrence            | Telefilme Nomeação - BAFTA de Melhor Ator em Televisão                                   |
| 1991 | Out of the Blue               | Alan                       | Peça para a TV                                                                           |
| 1992 | Hostages                      | John McCarthy              | Telefilme                                                                                |
| 1994 | Master of the Moor            | Stephen Whalby             | Telefilme                                                                                |
| 1994 | The Deep Blue Sea             | Freddie Page               | Peça para a TV                                                                           |
| 1995 | Pride and Prejudice           | Fitzwilliam Darcy          | Minissérie Nomeação - BAFTA de Melhor Ator em Televisão                                  |
| 1995 | The Widowing of Mrs. Holroyd  | Charles Holroyd            | Peça para a TV                                                                           |
| 1997 | Nostromo                      | Charles Gould              | Television mini-series                                                                   |
| 1999 | Blackadder: Back & Forth      | William Shakespeare        | Curta-metragem                                                                           |
| 1999 | The Turn of the Screw         | The Master                 | Masterpiece Theatre                                                                      |
| 2000 | Donovan Quick                 | Donovan Quick/Daniel Quinn | Telefilme                                                                                |
| 2001 | Conspiracy                    | Wilhelm Stuckart           | Telefilme                                                                                |
| 2001 | We Know Where You Live        | Ele próprio                | Amnistia Internacional                                                                   |
| 2001 | Fourplay                      | Allen Portland             | Television film – HBO, also known as Londinium                                           |
| 2004 | Saturday Night Live           | Ele próprio                | Telefilme                                                                                |
| 2006 | Born Equal                    | Mark Armitage              | Telefilme                                                                                |
| 2017 | Red Nose Day Actually         | Jamie                      | Curta-metragem                                                                           |
| 2022 | The Staircase                 | Michael Peterson           | Minissérie Nomeação - Globo de Ouro de Melhor Ator em minissérie ou filme para televisão |

## Prêmios

### Oscar
| Ano  | Categoria   | Filme             | Resultado |
| ---- | ----------- | ----------------- | --------- |
| 2010 | Melhor Ator | A Single Man      | Indicado  |
| 2011 | Melhor Ator | The King's Speech | Venceu    |

### Globo de Ouro
| Ano  | Categoria           | Filme             | Resultado |
| ---- | ------------------- | ----------------- | --------- |
| 2010 | Melhor Ator (Drama) | A Single Man      | Indicado  |
| 2011 | Melhor Ator (Drama) | The King's Speech | Venceu    |

### BAFTA
| Ano  | Categoria               | Filme                 | Resultado |
| ---- | ----------------------- | --------------------- | --------- |
| 1990 | Melhor Ator (TV)        | Tumbledown            | Indicado  |
| 1996 | Melhor Ator (TV)        | Pride and Prejudice   | Indicado  |
| 2002 | Melhor Ator Coadjuvante | Bridget Jones's Diary | Indicado  |
| 2010 | Melhor Ator             | A Single Man          | Venceu    |
| 2011 | Melhor Ator             | The King's Speech     | Venceu    |

### Prémios Screen Actors Guild
| Ano  | Categoria     | Filme               | Resultado |
| ---- | ------------- | ------------------- | --------- |
| 1997 | Melhor Elenco | The English Patient | Indicado  |
| 1999 | Melhor Elenco | Shakespeare in Love | Venceu    |
| 2010 | Melhor Ator   | A Single Man        | Indicado  |
| 2011 | Melhor Ator   | The King's Speech   | Venceu    |
| 2011 | Melhor Elenco | The King's Speech   | Venceu    |